# 龍野藩
龍野藩（日语：／ Tatsuno han */?）是位於日本播磨國龍野一帶的藩，藩廳是龍野城（兵庫縣龍野市）。

## 歷史
江戶時代初期是姬路藩的一部份，由池田氏管治。1617年池田幸隆以33歲過身，其子幸隆被安排管治鳥取藩。而姬路藩被分成多個部份。其中的龍野一帶由上總國大多喜藩主本多政朝管治。1632年政朝受到加封，轉封至中津藩，龍野藩在短時間內成為了天領。
一年後，大垣藩主岡部宣勝移封龍野，1636年移封到攝津國高槻藩，再度成為天領。1637年京極高和由出雲國松江藩轉封到此，1658年轉封讚岐國丸龜藩，第三次成為天領。
1672年，信濃國飯田藩脇坂安政以5萬3千石身份入封。再度築起龍野城。直到廢藩置縣為止，由脇坂氏管理。

## 歷代藩主

### 本多家
譜代　50,000石　（1617年～1627年）
1. 政朝

### 小笠原家
譜代　60,000石　（1627年～1632年）
1. 長次

### 天領
（1632年～1633年）

### 岡部家
譜代　53,000石　（1633年～1636年）
1. 宣勝

### 天領
（1636年～1637年）

### 京極家
外樣　60,000石　（1637年～1658年）
1. 高和

### 天領
（1658年～1672年）

### 脇坂家
外樣→願譜代→譜代　53,000石→51,000石　（1672年～1871年）
1. 安政
2. 安照
3. 安清
4. 安興
5. 安弘
6. 安実
7. 安親
8. 安董
9. 安宅
10. 安斐